# Trận pháo kích Yeonpyeong
Pháo kích ở Yeonpyeong bắt đầu vào lúc 14:34 (Yeonpyeong KST, 05:34 giờ UTC) ngày 23 tháng 11 năm 2010 khi pháo binh Cộng hòa Dân chủ Nhân dân Triều Tiên bắt đầu bắn vào đảo Yeonpyeong của Hàn Quốc. Cơ quan thông tấn nhà nước Bắc Triều Tiên KCNA nói rằng nước này chỉ nổ súng sau khi phía Hàn Quốc đã "bắn một cách thiếu thận trọng vào vùng biển của chúng tôi".

## Bối cảnh
Kể từ khi ký kết hiệp ước đình chiến chiến tranh Triều Tiên giữa Liên Hợp Quốc và Cộng hòa Dân chủ Nhân dân Triều Tiên năm 1953, Bắc Triều Tiên đã có tranh chấp biên giới trên biển về phía tây; hay còn được gọi là tuyến giới hạn phía Bắc với Hàn Quốc. Chính phủ Bắc Triều Tiên tuyên bố chủ quyền đối với những vùng ngư nghiệp có giá trị kinh tế cao cũng như một số đảo do phía Hàn Quốc kiểm soát; bao gồm cả Yeonpyeong.
Trong một nỗ lực để khẳng định chủ quyền lãnh thổ, trong suốt giai đoạn cuối thập niên 1990 và đầu những năm 2000, Bắc Triều Tiên đã thực hiện một số cuộc tấn công về phía Nam của tuyến giới hạn này - gây ra một trận hải chiến gần đảo Yeonpyeong vào năm 1999 cũng như nhiều khu vực khác trong năm 2002. Mặc dù không có vụ đụng độ nào nghiêm trọng. Năm 2009, căng thẳng gia tăng dọc theo biên giới tranh chấp đã dẫn đến một trận hải chiến khác gần đảo Daecheong và sau đó là sự kiện tàu hộ tống Cheonan của Hàn Quốc bị chìm ngoài khơi đảo Baengnyeong.
Những ngày trước khi sự kiện pháo kích xảy ra, chính phủ Hàn Quốc tuyên bố đang xem xét đề nghị Hoa Kỳ đặt vũ khí hạt nhân chiến thuật tại nước này lần đầu tiên sau 19 năm.

## Nguyên nhân
Một số chuyên gia tin rằng hành động của Bắc Triều Tiên một phần do việc kế thừa quyền lực đang diễn ra trong chính phủ, với việc Kim Jong-un được bổ nhiệm làm người kế nhiệm Kim Jong-il và vai trò của quân đội Bắc Triều Tiên trong chính sách đối ngoại. Giới chuyên gia cũng cho rằng hành động khiêu khích có liên quan đến nhu cầu của miền Bắc đối với viện trợ lương thực.
Hãng tin chính thức của Bắc Triều Tiên là KCNA nói rằng nước này chỉ nổ súng sau khi phía Hàn Quốc đã "bắn một cách thiếu thận trọng vào vùng biển của chúng tôi".

## Diễn biến
Ngày 23/11/2010, Hải quân Hàn Quốc tổ chức tập trận và sau đó vào khoảng 14:34 giờ địa phương, Bắc Triều Tiên bắt đầu bắn đạn pháo vào các vị trí của Hàn Quốc trên đảo Yeonpyeong. Vụ nã pháo đã làm các căn cứ quân sự Hàn Quốc cũng như một số tòa nhà dân sự bốc cháy nghiêm trọng, quân đội Hàn Quốc đáp trả bằng pháo K-9 155mm tự hành chống lại hai căn cứ pháo binh của Bắc Triều Tiên ven biển  Khi Bắc Triều Tiên pháo kích vào Yeonpyeong, Hàn Quốc đã ra lệnh quân đội cho thường dân sơ tán đến các lô cốt. Quân đội Hàn Quốc tăng cường sức mạnh quân sự của mình trên đảo bằng việc điều máy bay tiêm kích F-16 đến khu vực này.
Theo một cư dân trên đảo, sau khi các lực lượng Hàn Quốc tiến hành diễn tập pháo binh, đạn từ phía Bắc bắt đầu bắn vào hòn đảo.
Thứ trưởng Bộ Quốc phòng Hàn Quốc thừa nhận rằng các đơn vị pháo binh Hàn Quốc đã bắn đạn thử trước gần bờ biển Bắc Triều Tiên từ đảo Baengnyeong, nhưng phủ nhận rằng các phát đạn đã bay vào khu vực biển thuộc chủ quyền Bắc Triều Tiên.
Vào lúc 11:33 GMT, tùy viên Bộ Quốc Phòng tại Seoul nói với đài BBC rằng tình trạng: "Đã ngừng bắn, thường dân đang ở trong các nhà trú ẩn". Các báo cáo sau đó cho thấy Bắc Triều Tiên đã bắn hơn 100 quả đạn và Hàn Quốc bắn 80 quả.

## Thời gian biểu

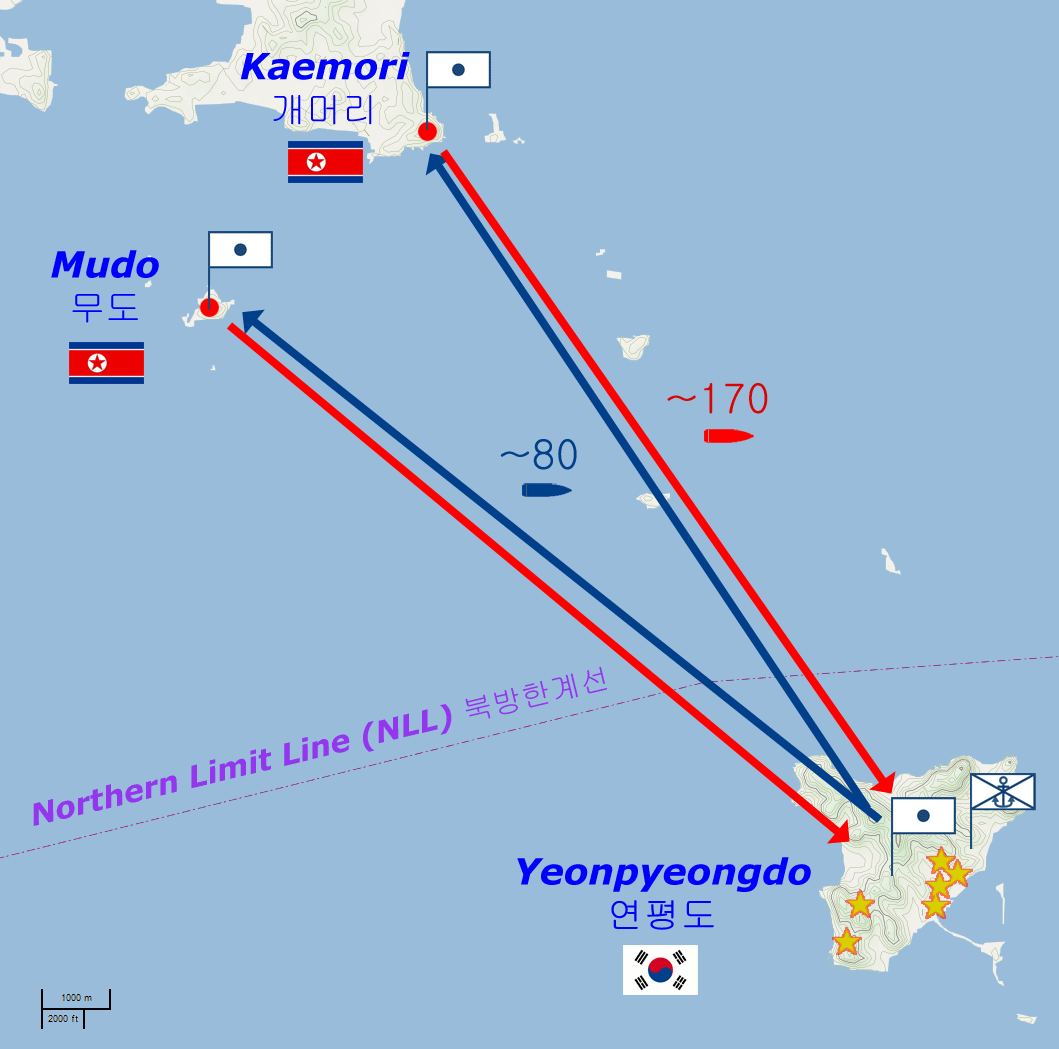
Vị trí những điểm bắn và trúng đạn pháo của cả hai bên

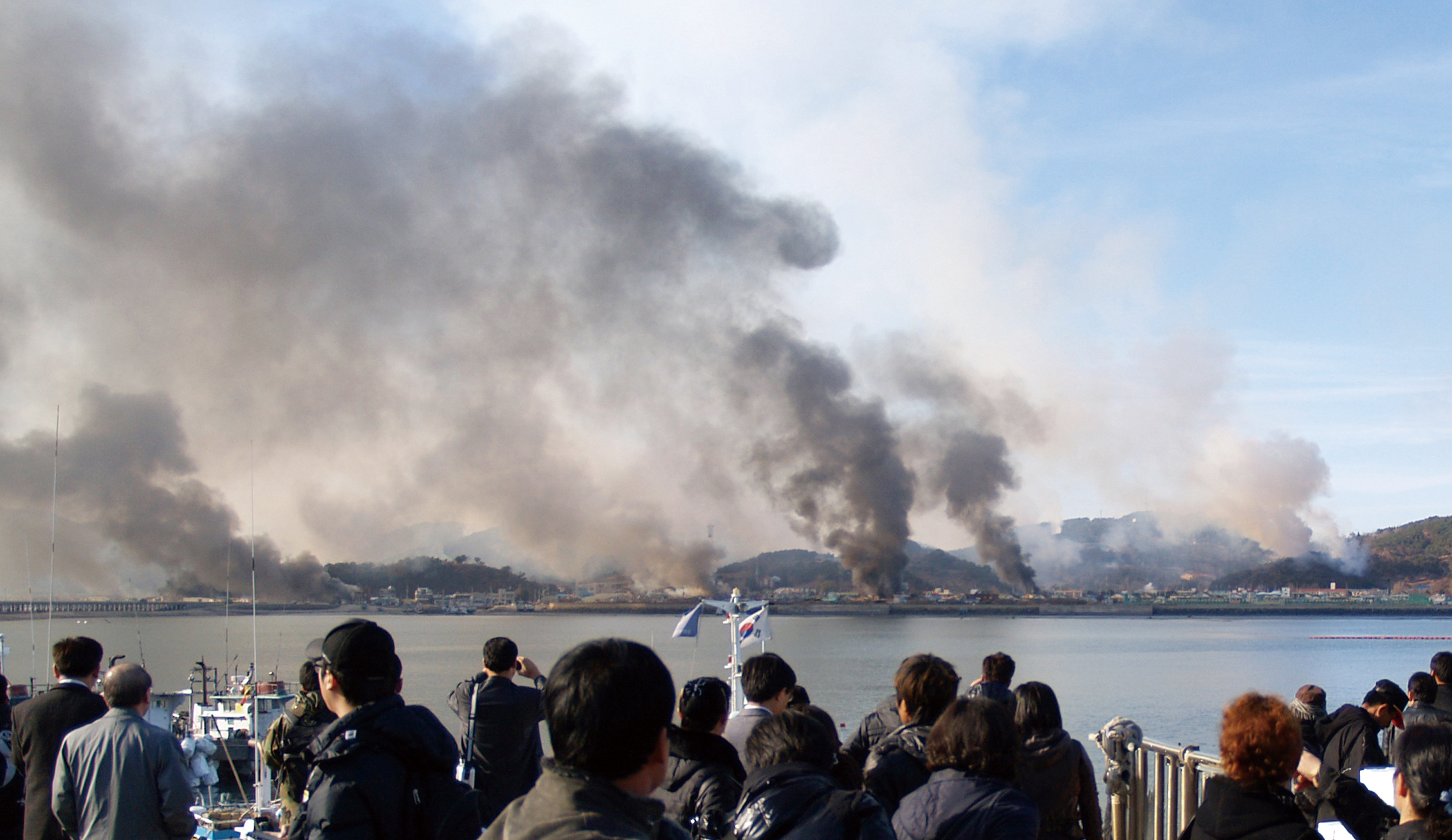
Đảo Yeonpyeong sau khi trúng đạn pháo Bắc Triều Tiên

Thời gian biểu các sự kiện chính theo thời báo Hàn Quốc Yonhap:
08: 20: Bắc Triều Tiên gửi một thông điệp teletext yêu cầu "một lệnh ngừng bắn của pháo binh Hàn Quốc đang chuẩn bị huấn luyện quốc phòng".
10: 00: Hàn Quốc bắt đầu tập diễn tập pháo binh chính quy.
14: 34: Bắc Triều Tiên bắt đầu pháo kích (khoảng 60 trong số 150 quả pháo đã rơi xuống đảo).
14: 38: Hàn Quốc tiến hành hai đợt xuất kích bằng máy bay chiến đấu F-16.
14: 40: Hàn Quốc chuyển qua sử dụng 4 máy bay chiến đấu F-15E.
14: 46: Hàn Quốc tiến hành một đợt xuất kích khẩn cấp với hai máy bay chiến đấu F-16.
14: 47: Hàn Quốc bắn trả lại với đợt pháo kích đầu tiên bằng K-9 (khoảng 50 quả).
14: 50: Báo động ở mức cao nhất được ban bố.
15: 12: Bắc Triều Tiên bắt đầu pháo kích đợt thứ hai (20 quả).
15: 25: Hàn Quốc bắn trả bằng pháo K-9 (30 quả).
15: 30: Hàn Quốc teletext cho đại diện cấp tướng của quân đội Bắc Triều Tiên yêu cầu ngừng ngay các cuộc pháo kích.
15: 40 - 16:00: Trưởng Liên quân Hàn Quốc Han Min-gu và chỉ huy quân đội Hoa Kỳ đồn trú tại Hàn Quốc hội nghị trực tuyến.
15: 41: Bắc Triều Tiên ngừng bắn.
16: 30: Ca tử trận quân nhân đầu tiên được báo cáo.
16: 35 - 21:50: Các đại diện Ngoại giao và An ninh Quốc gia tổ chức họp khẩn.
18: 40: Lee Hong-gi, Tham mưu trưởng Liên quân Hàn Quốc - tổ chức họp báo.
20: 35 - 21:10: Tổng thống Hàn Quốc Lee Myung-bak gặp tham mưu trưởng.
23: 00: Lãnh tụ Bắc Triều Tiên Kim Jong-il yêu cầu hòa giải.

## Hậu quả
Các đợt pháo kích gây ra nhiều thương vong cho người dân Hàn Quốc sinh sống trên đảo Yeongpyeong. Hai lính thủy đánh bộ Hàn Quốc là Trung sĩ Seo Jeong-wu và Hạ sĩ Moon Gwang-wuk thiệt mạng, 6 binh sĩ bị thương nặng, 10 binh sĩ bị thương nhẹ, 3 dân thường bên phía Hàn Quốc khác cũng bị thương. Cuộc pháo kích này gây tác động tới các thị trường tài chính trên toàn cầu. Một số đồng tiền châu Á bị suy yếu so với Euro, USD; đồng thời thị trường chứng khoán châu Á suy giảm. Tác động vào ngành tài chính đã khiến cho Ngân hàng Trung ương Hàn Quốc tổ chức họp khẩn.
Tổng thống Hàn Quốc đã chỉ thị cho quân đội nước này sẵn sàng tấn công căn cứ tên lửa của Bắc Triều Tiên ở ven biển; gần vị trí với pháo binh nếu xảy ra những hành động khiêu khích khác.
Lee Hong-gi, Tham mưu trưởng Liên quân Hàn Quốc, tuyên bố trong họp báo rằng: "có một số lượng đáng kể thương vong của Bắc Triều Tiên". Bắc Triều Tiên tuyên bố nước này có 3 binh sĩ và 2 dân thường bị thương.

## Phản ứng quốc tế
- Nga - Bộ Ngoại giao Nga nói rằng "sử dụng vũ lực là một con đường không thể chấp nhận và bất cứ tranh chấp nào trong quan hệ giữa miền Bắc và miền Nam bán đảo Triều Tiên phải được giải quyết bằng chính trị và ngoại giao". Ngoài ra, Nga kêu gọi cả hai bên "thể hiện sự kiềm chế và hòa bình"[22], nước này cảnh báo về một "mối nguy hiểm khổng lồ" cùng "trách nhiệm rất lớn" của những người đứng sau vụ tấn công.[23]
- CHND Trung Hoa - Bộ Ngoại giao Trung Quốc nói rằng chính phủ Trung Quốc kêu gọi cả hai bên "làm những điều dẫn đến hòa bình và ổn định trên bán đảo Triều Tiên".[24]
- Nhật Bản - Thủ tướng Kan Naoto đã kêu gọi chính phủ Nhật Bản "chuẩn bị cho bất kỳ tình huống nào" sau một cuộc họp khẩn cấp.[25]
- Hoa Kỳ - Chính phủ Hoa Kỳ lên án mạnh mẽ cuộc tấn công. Nhà Trắng kêu gọi CHDCND Triều Tiên "chấm dứt các hành động hiếu chiến của mình".[26]
- Liên Hợp Quốc - Tổng thư ký Liên Hợp Quốc Ban Ki-moon lên án cuộc pháo kích của CHDCND Triều Tiên, gọi đây là "một trong những sự cố trầm trọng nhất kể từ khi kết thúc chiến tranh Triều Tiên". Người phát ngôn của ông, Martin Nesirky tuyên bố: "Tổng thư ký kêu gọi kiềm chế ngay lập tức và nhấn mạnh rằng bất kỳ sự khác biệt cần được giải quyết bằng biện pháp hòa bình và đối thoại".[27]
- Thụy Điển - Ngoại trưởng Carl Bildt đã bình luận trên blog của mình, gọi sự kiện này là "rất đáng lo ngại" và kêu gọi Trung Quốc "sử dụng toàn bộ ảnh hưởng của mình đối với Bình Nhưỡng để tạo áp lực đối với chế độ này".
- Việt Nam - Người phát ngôn Bộ Ngoại giao Việt Nam Nguyễn Phương Nga nói: "Việt Nam lo ngại sâu sắc về vụ bắn pháo xảy ra ngày 23-11-2010 trên bán đảo Triều Tiên. Việt Nam phản đối mọi hành động sử dụng hay đe dọa sử dụng vũ lực trong quan hệ quốc tế và mọi hành động quân sự gây thiệt hại cho thường dân vô tội. Mong các bên liên quan nỗ lực vì hòa bình, ổn định trên bán đảo Triều Tiên, giải quyết các bất đồng thông qua thương lượng hòa bình".[28]